# Battaglie di Colorno
Le battaglie di Colorno, all'epoca conosciute anche come la battaglia di Colorno, l'attacco di Colorno o anche fatto d'arme di Colorno, furono una serie di scontri militari minori, che culminarono in due battaglie. Iniziarono il 25 maggio 1734 tra l'esercito imperiale austro-tedesco, che conquisto' temporaneamente Colorno e il suo palazzo nel decisivo attacco del 1 giugno, e quello franco-piemontese che li scaccio' nella cruenta battaglia del 4-5 giugno, costringendolo a ritirarsi dal paese. Gli eventi sono parte della guerra di successione polacca e furono il presagio della più sanguinosa battaglia di San Pietro avvenuta nelle campagne di Valera fuori dalle mura di Parma il 29 giugno.

## Antefatti

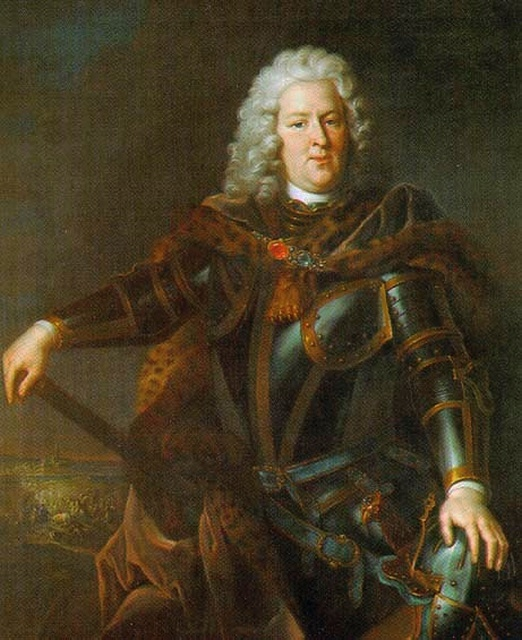
Federico Luigi di Württemberg-Winnental, Generale Imperiale che ordinò l'occupazione di Colorno.

Con la morte di Augusto II di Polonia, avvenuta nel 1733, che non aveva eredi, si scatenò una crisi successoria che ruppe il già precario equilibrio europeo. Francia e Spagna, già uniti nella guerra di successione spagnola, si allearono nel primo patto di famiglia borbonico (Trattato dell'Escorial del 7 novembre 1733) e, per fronteggiare la pressione austro-tedesca in Italia, ottennero l'appoggio dei Savoia. Schierata dall'altra parte, la triplice alleanza, costituitasi tra la zarina di Russia Anna Ivanovna, il re di Prussia Federico Guglielmo I e la Casa d'Austria rappresentata da Carlo VI d'Asburgo.
Truppe franco-piemontesi marciarono su Milano nel 1733 e occuparono la Lombardia senza perdite significative. Dopo la conquista di Tortona nel febbraio 1734, la brutta stagione rallentò le operazioni militari e l'esercito si accampò per l'inverno.
Quando l'ormai ottantunenne maresciallo Claude Louis Hector de Villars, comandante in capo delle operazioni militari in Italia, partì nei primi di giugno per la Francia per andare a celebrare una visita di Luigi XV nel suo ducato di Villars (morirà a Torino il 17 giugno 1734 durante il viaggio di rientro), il comando delle truppe francesi in Italia fu assunto dai generali de Broglie e Coigny, che furono promossi marescialli. Le truppe piemontesi erano comandate dal re Carlo Emanuele III di Savoia.

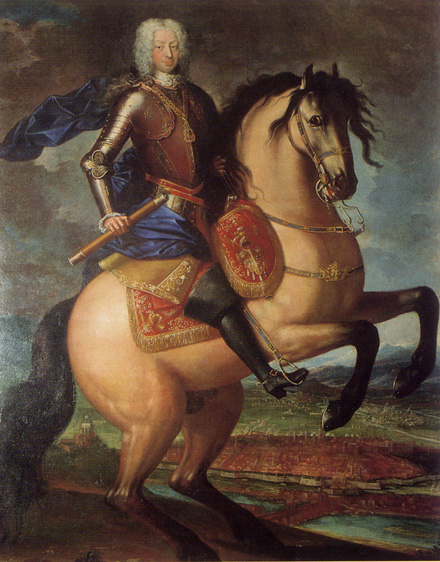
Carlo Emanuele III di Savoia, Re di Sardegna

Gli austriaci erano sotto il comando di un altro duo, il maresciallo Claudio Florimondo di Mercy e Federico Luigi di Württemberg-Winnental. I preparativi per la battaglia furono molto lenti, a causa delle divergenze di opinione tra i due comandanti, e tra febbraio e aprile 1734 gli eserciti austro-tedeschi, che, secondo le gazzette dell'epoca, ammontavano a cinquantamila uomini, furono radunati a Mantova. Si spostarono verso Parma, attraversando il fiume Po il 2 maggio con due ponti improvvisati, a Portole e Monte di San Benedetto, occupando Mirandola, Guastalla e Novellara e stanziandosi con il grosso delle unità a Ponte Sorbolo e a Serraglio mantovano.
Il maresciallo Villars, dopo aver attraversato il Po all'altezza di Casalmaggiore, pose il suo quartier generale nel centro dell'armata formando una linea difensiva fortificata forte di circa ventimila soldati scelti, posizionandosi all'altezza di Sacca località a nord di Colorno, territori del ducato di Parma di Carlo I, già alleato dei francesi ed impegnato nella guerra contro gli austriaci nelle due Sicilie.
La partenza di Don Carlo I da Parma, dapprima verso Firenze e poi successivamente verso sud, avvenne il 4 febbraio 1734 e fu subito contrassegnata da un primo spoglio degli archivi ducali e delle suppellettili artistiche dei Farnese inviate in un primo momento a Genova.
L’esercito ducale, al momento della partenza di don Carlo, era forte di 4500 cavalieri di 18000 fanti, mentre a difesa del ducato rimase un’esigua guarnigione borbonica sostenuta dall’esercito franco-sardo.
Il maresciallo di Mercy ebbe un colpo apoplettico, che lo privò per qualche tempo della vista e della parola. Egli trasferì temporaneamente il comando al principe di Wurttemberg e le operazioni si fermarono. Fino alla primavera del 1734, le contrapposte armate si videro impegnate in spostamenti tattici con solo occasionali incursioni da entrambe le parti.

## Le battaglie

### L'attacco e l'occupazione Imperiale di Colorno
Il 24 Maggio, truppe Imperiali stanziate a Ponte Sorbolo che avevano come obiettivo d'impossessarsi dei territori del parmense, fecero avanzare al di là dell'Enza un corpo di quattordicimila uomini posizionandosi a Frassinara località di campagna del parmense verso Colorno. Le rimanenti unità erano rimaste accampate al presidio di Ponte di Sorbolo, inoltre avevano un distaccamento di seimila uomini a Guastalla, uno di sette-ottomila a San Benedetto Po ed il rimanente della loro armata era stanziata nel Serraglio.

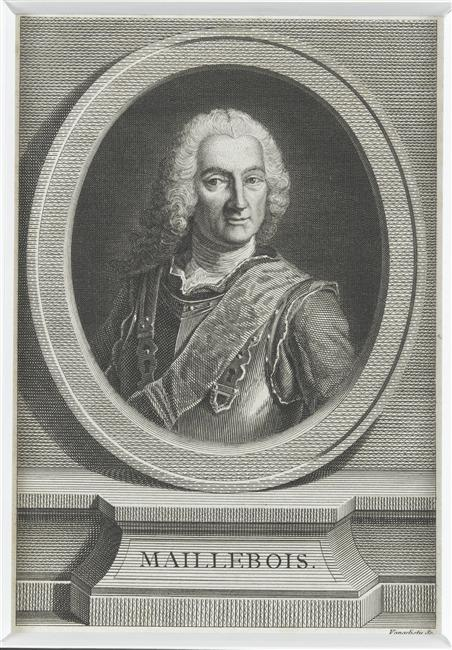
Jean-Baptiste Desmarets, Marchese di Maillebois, si distinse nella difesa e nella presa di Colorno del 4 giugno.

Il 25 maggio avvenne un primo tentativo di occupare il Palazzo di Colorno: Federico Luigi di Württemberg-Winnental, venne erroneamente informato che il paese era sprovvisto di guarnigioni a difesa, ed inviò un distaccamento di circa duecento Ussari e Dragoni ad occuparlo, ma furono respinti dalle milizie francesi comandate da Jean-Baptiste Desmarets, marchese di Maillebois, che difese il palazzo con quattro compagnie di granatieri, che nella carica uccisero una trentina tra Dragoni e Ussari.
Il giorno seguente, il marchese di Maillebois fece rinforzare la guarnigione con ulteriori quattrocento uomini, lasciando al comando Aimery de Cassagnet de Tilladet, Marchese di Fimarçon e Colonnello del Reggimento di Borbone, mentre dall'altra parte il generale imperiale, marchese d'Houécourt, Léopold-Marc de Ligniville, alla testa di circa ottocento granatieri e altrettanti corazzieri, si mobilitò per il secondo tentativo di occupazione di Colorno.

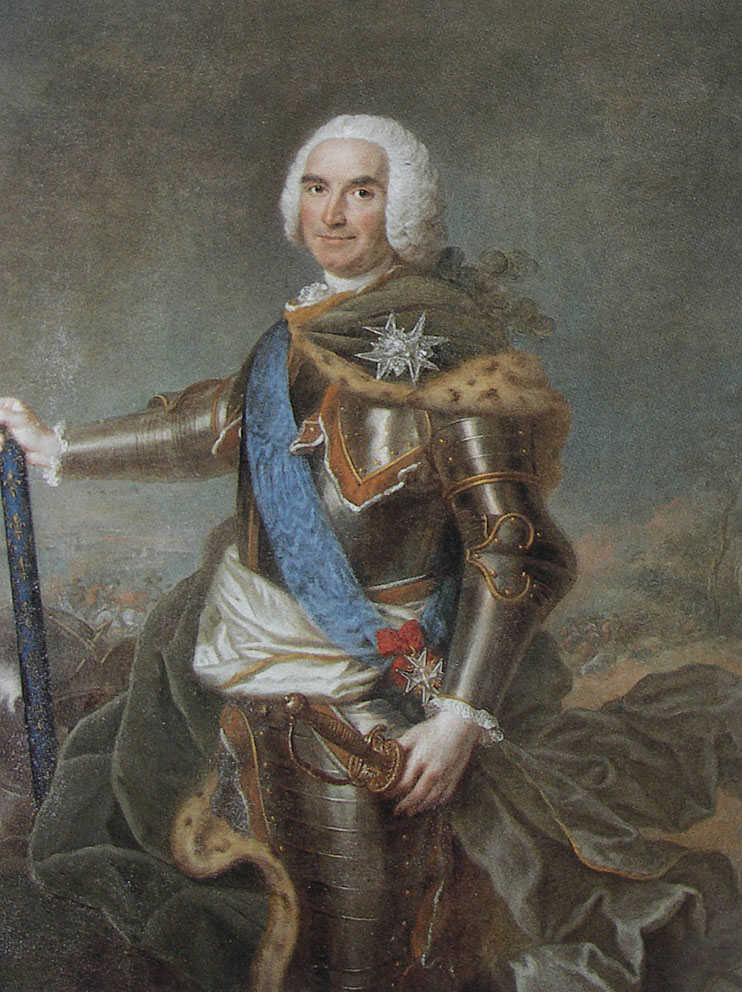
Louis Georges Érasme de Contades, generale francese

L'avanguardia del distaccamento Imperiale, che era di cento uomini di cavalleria, fu attaccata nella sua marcia verso Colorno da una squadra di trenta Dragoni e trenta Ussari, sotto il comando del Signor Daniel Capitano d'Ussari il quale li respinse e costringendo gli Imperiali a ritirarsi, ma dopo aver perso non meno di una ventina di Dragoni. Il resto delle truppe Imperiali che arrivarono in Colorno, faticarono non poco per potervi entrare ed impiegandovi più di due ore: i Granatieri francesi che erano posti dietro le mura dei terrapieni dei giardini, fecero due cariche contro i Corazzieri tedeschi, uccidendone non meno di dodici e respingendo il secondo attacco.
Fin dal 28 di maggio, truppe franco-sarde si mobilitarono per passare il Po, ammassandosi negli accampamenti di Sacca e Sanguigna, a ridosso del fiume Po e nelle campagne attorno Colorno.
Dopo la mezzanotte del 1 giugno, con un corpo di circa quattordicimila uomini di Fanteria e milleduecento di Cavalleria, truppe Imperiali marciarono silenziosamente e si ripresentarono in Colorno con l'intenzione di prendere il paese e il suo castello, che era difeso da un corpo di duemila soldati francesi, distribuiti tra il Palazzo e nel borgo. Il Signor Louis Georges Érasme de Contades che si trovava con quattrocento uomini a difendere il Palazzo, combatté con tenacia respingendo per più di un'ora gli attacchi degli invasori, e riuscendo anche a mantenere la posizione dopo il fuoco di tre scariche di artiglieria.
Il Marchese di Mallebois appresa la notizia dell'attacco Imperiale, avanzò dal campo di Sacca con dieci compagnie di Granatieri in soccorso del Signor Contades, ma giunto in paese vide che esso era in procinto di cadere in mani nemiche, e che il ponte che dava l'accesso alla piazza era già stato occupato. Si limitò solamente a favorire la ritirata di Contades e dei suoi reduci.
Il Signor Darcy, Capitano di reggimento di Picardie, assicurata la fuga di Contades rimase a difendere il Palazzo: si barricò dentro una torre con una trentina di uomini e si difese fino alla capitolazione.

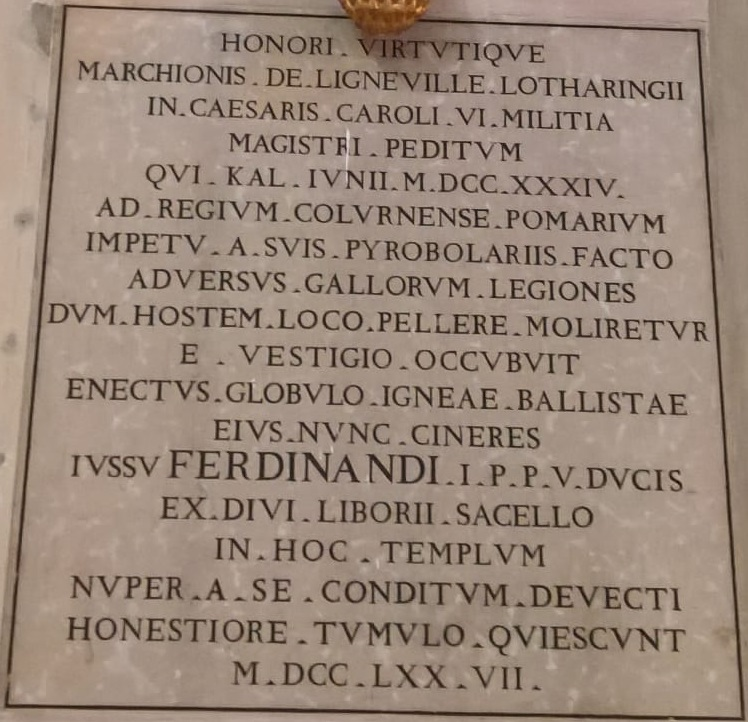
Lapide sepolcrale dedicata a Léopold-Marc de Ligniville, Cappella ducale di San Liborio a Colorno.

Molte furono le perdite francesi, di cui centottanta furono i prigionieri fatti dagli Imperiali. Anche da parte Imperiale le vittime di quel giorno furono alte, di cui si narra più di trecento, tra cui il marchese d'Houécourt, generale Léopold-Marc de Ligniville che, alla guida della colonna di destra delle truppe Imperiali durante le prime fasi dell'attacco a Colorno, non trovando il punto d'attacco assegnato, arrivò sulla riva destra della Parma e marciando verso il lato ovest del paese, nei pressi della Chiesa dell'Annunziata. Qui si unì alle truppe comandate da Walsseg da dove fecero partire l'attacco. Il suo reggimento fu attaccato e venne colpito da colpi di fucile. Nonostante fosse ferito, si espose per guidare l'assalto ai suoi soldati, ma fu nuovamente colpito da due granate e il corpo fini nel greto del torrente. Insieme a lui vennero uccisi venti soldati e ottanta vennero catturati. Il corpo di Ligniville verrà sepolto a Colorno il 3 giugno dopo aver ricevuto gli onori militari.
Sconfitta la guarnigione francese di Colorno, il principe Württemberg anziché inseguire con tutte sue forze i Francesi e attaccarli nei lori accampamenti a Sacca, preferì fermarsi mettendo in paese due reggimenti.
I colornesi rimasero fedeli al Duca di Parma, Don Carlo, legittimo discendente di casa Farnese, e vi è conferma che anche i Preti e paesani del luogo impugnarono le armi e combatterono contro gli invasori austro-tedeschi. L'intenso fuoco messo in atto dagli abitanti di Colorno, dalle strade e dalle finestre delle case, in particolare contro un distaccamento delle truppe Imperiali che entrava in paese e l'uccisione di un generale come Ligniville, indusse il principe Federico Luigi di Württemberg-Winnental ad ordinare per rappresaglia il saccheggio di Colorno, ne seguirono una serie di devastazioni da parte delle occupanti truppe e gli abitanti vennero esposti al ludibrio e allo strazio dei vincitori. Non vennero risparmiati i luoghi sacri, gli archivi della comunità del paese come quelli parrocchiali vennero in parte depredati e parte bruciati, stessa sorte per quel che restava degli arredi del palazzo e dei giardini, in parte saccheggiati e in parte distrutti, anche se in realtà il duca di Parma Carlo di Borbone, prima della partenza per la conquista delle Due Sicilie e visto l'avvicinarsi delle truppe imperiali austro-tedesche nel nord Italia, mise in sicurezza a Genova parte dei suoi averi della Collezione Farnese custoditi nei Palazzo di Colorno, Parma e Sala Baganza, in attesa di rientrare in momenti di più sicuri.

### La battaglia del 4-5 giugno
Il 3 di giugno ronde delle truppe imperiali si portarono in ricognizione nei dintorni di Colorno al fine di studiare i movimenti nemici: alcuni di esse marciarono fino a ridosso delle prime trincee difensive dell'accampamento di Sacca. Nel ritirarsi alle prime schermaglie francesi, notarono un grosso corpo di cavalleria che avanzava verso Colorno, valutato come il preludio di un imminente attacco al paese.

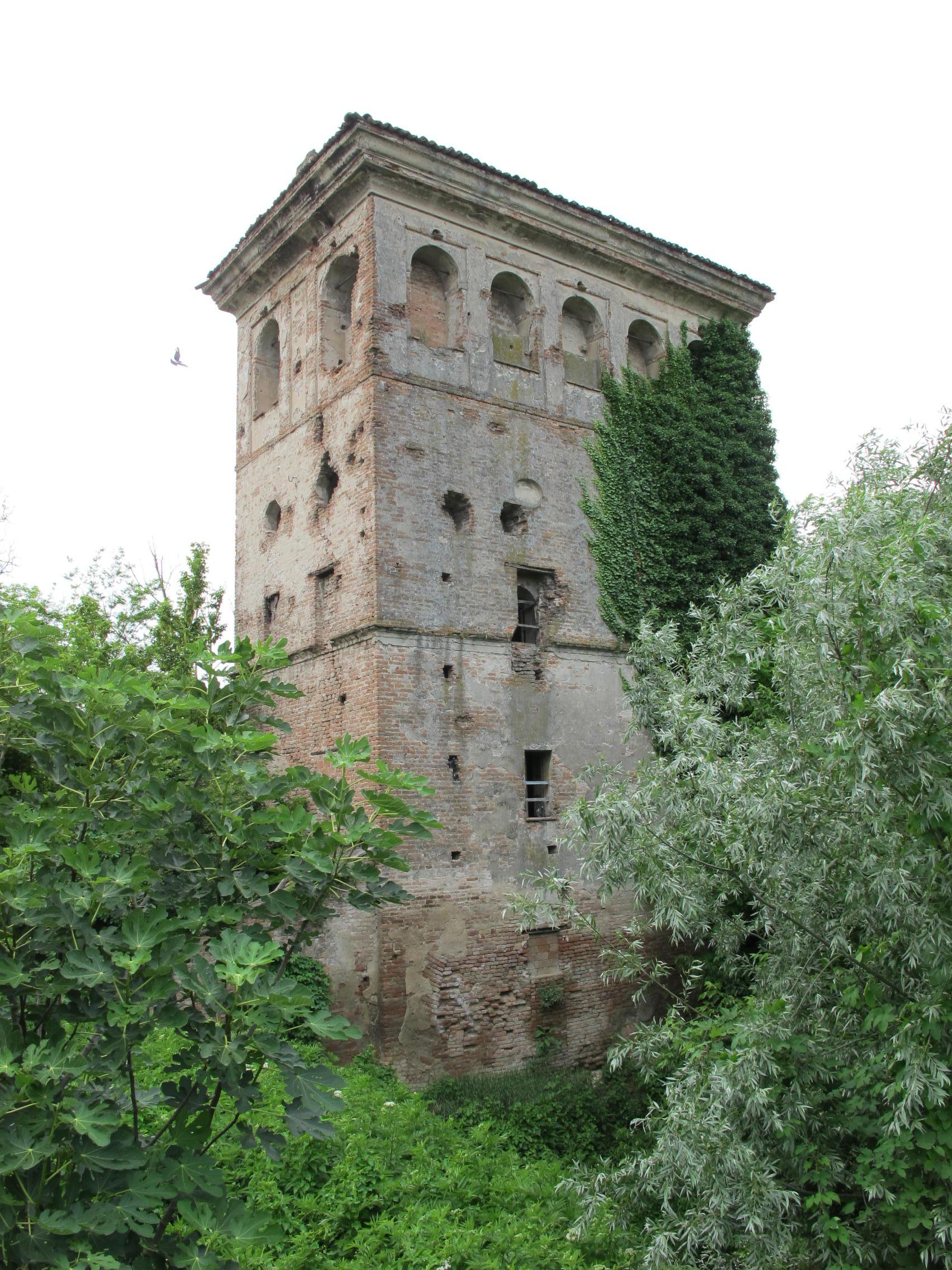
La Torre delle acque oggi: sono ancora visibili i segni lasciati dalla artiglieria Imperiale nello scontro del 4 giugno

Lo stesso giorno, costretto fino a quel momento a seguire guardingo dalla sponda sinistra del Po i movimenti delle truppe di Mercy, Carlo Emanuele III di Savoia, alla testa della sua armata, passò il fiume a Casalmaggiore, e con il generale De Coigny si accinsero ad occupare la parte del paese che rimane al di là della Parma verso nord.
Contemporaneamente, Le truppe di Württemberg che erano di qua dal fiume, rinforzarono le difese del Palazzo e venne richiamata verso Colorno l'armata Imperiale comandata da Maggiore Generale Conte d'Hennin, e inoltre, con l'ordine di far arrivare urgentemente pezzi d'artiglieria, i pontoni e rifornimenti sotto la scorta di cento cavalieri e di settecento fanti del Reggimento di Bareith, che arrivarono il giorno dopo al campo.
All'alba del 4 giugno, il Marchese di Maillebois, unitamente al Maresciallo di campo Signor d’Affres Marchese dell’Isle, il Signor di Thomè Brigadiere, Charles-René Armand Duca di Tremoille e Colonnello del Reggimento di Champagne e il Signor di Souillac Tenente Colonnello del Reggimento di Picardie, alla testa di venti compagnie di granatieri e di altrettante di picchetti, suddivisi in quattro colonne si misero in marcia alla volta di Colorno. Esse penetrarono di casa in casa e scacciarono i nemici.
Si disposero in ordine di battaglia lungo la destra e la sinistra del ponte di Colorno per tenerlo coperto da eventuali attacchi Imperiali, e poter attaccare con più sicurezza l'altro ponte di pietra che era sulla foce al torrente Lorno poiché era ancora sotto il controllo di un presidio austriaco. Questo ponte, fu attaccato dal Signor Louis Thomè, Colonnello del Reggimento du Foix, che alla testa del suo distaccamento mise in rotta i nemici, i quali ritirandosi vennero ulteriormente decimati dal fuoco dei granatieri che erano nel centro della linea di battaglia agli ordini del Marchese di Maillebois. Occupando la vicina Torre, gli uomini di Thomè riuscirono a dare agli alleati franco-sardi, il controllo di un punto strategico che dava a loro la possibilità di tenere a vista i movimenti nemici sia dal Palazzo, dalla piazza del paese e dal fronte che si stava formando lungo entrambe le rive del Parma.
L'armata Imperiale, sotto il diretto comando del Maggiore Generale Hektor Franz de Vins, si dispose in ordine di battaglia al di qua della Parma, rinforzando la guarnigione in Colorno con dieci compagnie di granatieri e un centinaio di uomini di picchetto. Occupate le case limitrofe, dai giardini, dalle rive della Parma, verso le otto di mattina, aprirono un intenso fuoco sui nemici che durò lo spazio di tre ore. I francesi non riuscendo con gli assalti a superare il ponte della piazza, ripiegarono inizialmente nelle vicine case, dalle quali riuscirono comunque a tenere sotto fuoco continuo gli imperiali, e solo sul calar della notte vennero drizzate le batterie tenendo il tiro delle artiglierie in un solo punto per aprire una breccia sulla linea Imperiale austro-tedesca.
La soverchiante potenza di fuoco a disposizione delle truppe franco-sarde, delle quali nel frattempo, alcune di esse riuscirono poi a passare il ponte e occuparono i primi appartamenti e le prime case; costrinse le truppe Imperiali a ripiegare nel Palazzo ed in particolare nei giardini, che divenne la dritta da cui continuarono a far fuoco tutta quella notte.

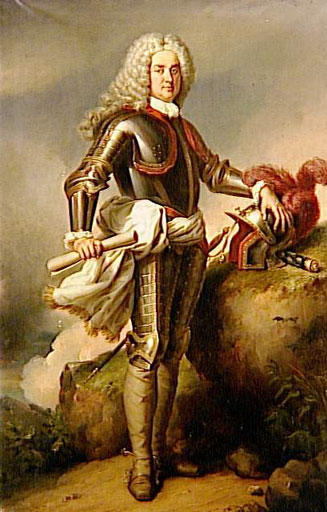
François de Franquetot de Coigny, generale francese.

Il Marchese di Maillebois fece fabbricare due pontoni sul Lorno non lontani dal paese e il palazzo, sui quali passarono la fanteria e la cavalleria, e si accamparono nelle vicinanze della foce del fiume Lorno con la Parma, ed estendendole verso S. Andrea in direzione Parma. Quella notte le ronde austriache notarono intensi movimenti di truppe franco-sarde altra parte del fiume, intenti marciare lentamente verso Parma. Il sospetto che questi movimenti fossero manovre d'aggiramento delle linee, tra gli Imperiali s'incomincio a meditare un possibile ritiro da Colorno.
La mattina del 5 giugno duemila soldati delle truppe Imperiali si presentarono fuori le loro trincee posizionandosi di fronte i due pontoni che erano sul torrente Lorno, mantenendo il letto della Parma tra loro e gli alleati, che erano posti dall'altra parte del fiume. Cercarono anche di distruggere il ponte del borgo facendolo saltare, ma essendo però sotto il tiro continuo delle truppe franco-piemontesi, si ritirarono e smobilitarono l'artiglieria facendola defilare dalle linee. Ne approfittarono gli alleati franco-sardi che avanzarono massicciamente con dieci compagnie dì granatieri, dieci di picchetti e altrettanti di cavalleria e fanteria, passarono la Parma e liberarono definitivamente Colorno dalla presenza austriaca.
Il Maresciallo di campo Marchese di Pezè si staccò dalle armate assieme a Jean-François de Quesse, Signore di Valcourt e Comandante di una brigata di carabinieri reali, con al seguito duecento granatieri e cinquecento cavalieri all'inseguimento dei i nemici in ritirata. Ma non riuscì a raggiungerli: riferì solo di aver visto la loro ultima colonna incamminarsi alla volta di Ponte Sorbolo.
Il Re di Sardegna e iI Marchese di Coigny entrarono in quella sera in Colorno, dove gli eserciti imperiali austriaci persero più di milleduecento uomini nei due attacchi, tra cui il Reggimento Seckendorff e un battaglione del Reggimento Wilczek. Le perdite francesi furono maggiori, anche se nel loro rapporto pubblicato dichiararono di aver perso più di ottocento uomini tra morti e feriti, tra cui: Alexandre de Gilbert de Salieres, marchese di Montlaur, cavaliere di Saint-Louis e tenente generale d'artiglieria caduto nella battaglia del 4 giugno; Georges-Jacques Clermont-Gallerande d'Amboise, brigadiere dell'armata del Re e Colonnello del Reggimento d'Auveigne, ferito gravemente nell'attacco del 4 giugno e morirà nel campo di Sanguigna due giorni dopo; oltre a sei capitani dei Granatieri e molti ufficiali subalterni. Tra i feriti si ricorda il Signor Louis Thomè, il Duca di Cruzol e Charles Armand René de La Trémoille, Duca di Tremoille.

## Conseguenze
Gli eserciti austro-tedeschi si ritirarono da Colorno ripiegando verso Ponte Sorbolo e rioccupando le postazioni a nord di Reggio Emilia al fine di prevenire eventuali attacchi da parte di truppe franco-sarde al di la dell'Enza.
Il Generale Mercy rientrò dalla malattia il 7 giugno a Ponte Sorbolo, riprese il comando delle truppe imperiali e disapprovò le operazioni di Württemberg-Winnental, su Colorno: essersi preso e poi perso il controllo sul palazzo fu la causa di molte perdite.
Gli alleati franco-piemontesi smobilitarono da Colorno il 17 giugno e, lasciata una guarnigione di duemilaseicento uomini al presidio di Sacca a difesa delle retrovie, occupata la linea Sant’Andrea-Baganzola e Badia di Cortile San Martino, misero il quartier generale a Cervara, formando una linea fino a Cornocchio, a poca distanza dalla città di Parma, ove si scontrarono nuovamente contro gli imperiali il 29 giugno in località Valera nella battaglia di San Pietro.
Quando Carlo di Borbone conquistò le Due Sicilie, successivamente ai trattati di pace che decretavano l'obbligo di rinunciare al titolo di Duca di Parma per diventare Re di Napoli, la collezione Farnese, messa precedentemente in sicurezza a Genova, non fece più rientro nei Palazzi di Colorno e Parma, ma venenne definitivamente dirottata a Napoli. Il trasferimento delle opere venne completato tra il 1735 e il 1736. Furono inclusi in questo viaggio anche le gemme e la biblioteca farnesiana, portate nel palazzo reale di Napoli nel 1736.

## Le truppe ingaggiate

### Fanteria francese
- Reggimento de Picardie, comandato dal colonnello Charles de Rohan, Principe di Montauban (1693-1768).
- Reggimento d'Auvergne
- Reggimento de Provence.
- Reggimento de Champagne.
- Reggimento du Dauphin.
- Reggimento de La Reine.
- Reggimento d’Anjou, comprendeva il tenente Auguste de Keralio, futuro vice-governatore di Ferdinando I di Parma.
- Reggimento du Maine.
- Reggimento de Souvré.
- Reggimento d'Orléans.
- Reggimento de Condé.
- Reggimento di Borbone
- Reggimento de Rochechouart.
- Reggimento de La Sarre.
- Reggimento Royal-Roussillon.
- Reggimento de Saint Simon.
- Reggimento de Médoc.
- Reggimento de Tessé.
- Reggimento de Montconseil.
- Reggimento de Foix.
- Reggimento de Quercy.
- Reggimento de La Ferté-Imbault.
- Reggimento de Flandre.
- Reggimento de Béarn.
- Reggimento de Forez.
- Reggimento de Nivernais.
- Reggimento de Luxembourg.
- Reggimento de Bassigny.

### Cavalleria francese
- Reggimento de La Suze dragoni
- Reggimento du Dauphin dragoni
- Reggimento de La Reine dragoni
- Reggimento de Nicolaï dragoni
- Reggimento d’Armenonville dragoni
- Reggimento de Vibraye dragoni
- Reggimento d’Harcourt dragoni
- Reggimento de Rattzky ussari
- Reggimento Royal-Piémont cavalleria
- Reggimento Royal cavalleria
- Guardie del corpo
- Reggimento de Brissac cavalleria
- Reggimento d’Anjou cavalleria

### Fanteria del Regno di Sardegna
- 2 Battaglioni Shoulembourg
- 1 Battaglione Tarentaise
- 1 Battaglione Torino
- 1 Battaglione Casale
- Reggimento Guardie
- 2 Battaglioni Monferrato
- 2 Battaglioni Savoia
- 2 Battaglioni Saluzzo
- 2 Battaglioni Fucilieri
- Reggimento Desportes
- 2 Battaglioni Rietmann
- Reggimento Rehbinder

### Fanteria Imperiale
- Reggimento Wilczek (comandante: Heinrich Wilhelm von Wilczek)
- Reggimento Alexander Württemberg (comandante: Karl Alexander von Württemberg)
- Reggimento Pallfy (comandante: Leopold Pálffy ab Erdöd)
- Reggimento Harrach (comandante: Johann Philipp Harrach)
- Reggimento Ligniville (comandante: Leopold Marc von Ligniville)
- Reggimento Fürstenbusch (comandante: Daniel von Fürstenbusch)
- Reggimento Culmbach (comandante: Albrecht Wolfgang von Brandenburg-Bayreuth)
- Reggimento Jung-Wallis (comandante: Franz Paul von Wallis)
- Reggimento Hildburghausen (comandante:Joseph Friedrich von Sachsen-Hildburghausen)
- Reggimento ung-Daun (comandante: Heinrich Joseph von Daun)
- Reggimento Wachtendonk (comandante: Franz Carl von Wachtendonck)
- Reggimento Königsegg (comandante: Joseph Lothar von Königsegg-Rothenfels)
- Reggimento Seckendorff (comandante:Friedrich Heinrich von Seckendorff)
- Reggimento O'Nelly (comandante: Johann Alexander O'Nelly)
- Reggimento Starhemberg (comandante:Guido von Starhemberg)
- Reggimento Waldeck (comandante: Karl August Friedrich von Waldeck-Pyrmont)
- Reggimento Aremberg (comandante: Leopold Philipp von Aremberg)
- Reggimento Schondorf
- Reggimento Winnenden
- Reggimento Nailau
- Reggimento Gei
- Reggimento Furtembach
- Reggimento Weyregg
- Reggimento Bornemisza
- Reggimento Carpratico
- Reggimento Collmono

### Cavalleria Imperiale
- Reggimento Corazzieri Armestadt
- Reggimento Corazzieri Hessen-Darmstadt (comandante: Il Generale di cavalleria Philipp Prinz zu Hessen-Darmstadt - Mestre de camp: Franz Freiherr von Miglio)
- Reggimento Corazzieri Graf Hamilton (comandante: le Feldmaresciallo Johann Andreas von Hamilton - Mestre de camp: Obrist Demetrius Freiherr von Kavanagh)
- Reggimento ussari Hàrvor(comandante: Obrist Nicolaus Graf Hávor)
- Reggimento ussari Czungenberg (comandante: Obrist Franz Leopold von Czungenberg)
- Reggimento dragoni Tollet (comandante: Franz Graf Jörger zu Tollet - Mestre de camp: Obrist Freiherr von Metsch)
- Reggimento dragoni Liechtenstein (comandante: le Feldmaresciallo Joseph Wenzel Fürst Liechtenstein - Mestre de camp: Obrist Sulzer von Rosenstein)
- Reggimento dragoni Herzog von Württemberg (comandante: le Feldmarschall Karl Alexander Herzog von Württemberg - Mestre de camp: Obrist Christian Ludwig Graf Waldeck)
- Reggimento dragoni Althann (comandante: le Obrist Gundaker Graf Althann - Mestre de camp: Obrist Leopold Freiherr von Wolff)
- Reggimento dragoni Sachsen-Gotha (comandante: Johann August von Sachsen-Gotha-Altenburg e Jean Auguste de Saxe-Gotha-Altenbourg)

## Rappresentazioni artistiche della battaglia
- Nel 1740 circa, la stamperia prussiana gestita dagli eredi di Johann Baptist Homann, conosciuta come la Homanniani Heredes o Homann Erben a Norimberga, all'epoca molto nota per le precise stampe di mappe geografiche e cartografie, pubblicò una stampa di cui la parte superiore mostra la battaglia e gli schieramenti fuori le mura di Parma avvenuta il 29 Giugno del 1734, mentre la seconda raffigura le posizioni delle truppe nel fatto d'arme di Colorno come erano il 4 Giugno del 1734. Venne pubblicato come foglio sciolto probabilmente allegato all'interno di un atlante. Incisione in rame, in mm. 460 X 560.
- Francesco Simonini raffigurò la battaglia nel quadro a olio su tela noto come la Battaglia di Colorno - 4 giugno 1734, esposto nella Sala delle Battaglie della Pinacoteca Borromeo sull'Isola Madre.[3]
- Dino Mora disegnò due raffigurazioni della battaglia: 5 giugno 1734. Carlo Emanuele III di Savoia con le milizie franco-sarde costringe gli austriaci ad abbandonare la Ducal Villa Farnese di Colorno - Lavoro a quarzo, e 5 giugno 1734. Carlo Emanuele III di Savoia con i franco-sardi affronta e fuga gli austriaci che occupavano Colorno - in cm. 24,5 x 40.